# Cynaeda fuscinervis
Cynaeda fuscinervis là một loài bướm đêm trong họ Crambidae.